# Весенний воздух
«Весенний воздух» (чеш. Jarní povetrí) — чехословацкий фильм 1961 года режиссёра Ладислава Хелге.

## Сюжет
По-разному в Чехословакии воспринимают победу коммунистов в феврале 1948 года члены одной семьи. Студентка университета Яна, дочь из буржуазной семьи, уже год тайно встречается со студенткой-медиком Йиндрой, который также является председателем студенческой партийной ячейки. Отец девушки — старорежимный прокурор, пытается контролировать жизнь дочери и хочет, чтобы она оставалась такой же аполитичной как и он. Однако, Яна хочет подать заявление в Коммунистическую партию. Когда Йиндра приходит на день рождения Яны между ним и её отцом вспыхивает спор по политическим вопросам, и Йиндру выгоняют. Но из подслушанного разговора отца Яна узнаёт, что тот сам решил вступить в партию, но чисто по карьерным соображениям. Девушка уходит из дома и переезжает в студенческое общежитие, решая жить самостоятельно и независимо.

## В ролях
- Либуше Швормова — Яна Стиборова
- Карел Хёгер — Карел Стибор, её отец
- Мария Вашова — Анна Стиборова, её мать
- Иржи Вала — Йиндра, студент-медик, друг Яны
- Бланка Богданова — Зорка, студентка, подруга Яны
- и другие